# Héctor Milián
Héctor Milián (n. 14 mai 1968, Pinar del Río, Cuba) este un luptător ce a reprezentat Cuba, medaliat olimpic. A participat la 3 ediții ale Jocurilor Olimpice (1992, 1996, 2000) în care a câștigat o medalie de aur.